# Darkest Hour (альбом)
Darkest Hour — студийный альбом немецкой готической группы Garden Of Delight, вышедший в 2007 году на лейбле Trisol.

## Об альбоме
Как и большинство альбомов группы, Darkest Hour посвящён оккультизму. В текстах песен упоминаются шумерские божества Инанна, Мардук, Ану, Энлиль; в то же время присутствуют явные отсылки к сатанизму и элементы культа Смерти. Наиболее сильны апокалиптические мотивы; кроме того, в лирике присутствуют темы депрессии и бренности бытия. Возможно, эти настроения связаны с тем, что альбом стал последним для коллектива (после прощального тура в 2008 Garden Of Delight распались).
Европейские музыкальные критики дали альбому высокие оценки. В частности, рецензент из влиятельного немецкого музыкального журнала Sonic Seducer назвал Darkest Hour превосходным завершением творческого пути группы.

## Список композиций
Все тексты: Артауд Сет. Музыка: все участники, кроме песен «Legions» (Артауд Сет), «Darkest Hour» (Артауд Сет, Ява Сет, Нильс Хербиг) и «Light» (Артауд Сет и Майк Йорк).
1. «In Exordium» — 6:04
2. «Adoration» — 4:32
3. «Transmission» — 8:17
4. «Reign» — 9:16
5. «Dying Sun» — 5:05
6. «Lamentum» — 5:32
7. «Still» — 3:15
8. «Legions (OCLXVI)» — 3:12
9. «Darkest Hour» — 8:06
10. «Light» — 6:41

## Участники записи
- Артауд Сет — вокал, программирование
- Нильс Хербиг — гитара
- Майк Йорк — гитара
- Ява Сет — бас-гитара